# Регент (Велике князівство Литовське)
Ре́гент (від лат. regens — правитель) — вищий урядник у канцеляріях Великого князівства Литовського, один із секретарів.
Регент великої канцелярії відомий від 1590-х років, регент малої канцелярії — з початку XVII століття. Регенти призначалися канцлером (підканцлером), потім затверджувалися великим князем і служили до зміни канцлера (підканцлера).
До обов'язків регентів великої та малої канцелярій входило внесення документів до Метрики Великого князівства Литовського та видавання за запитами копій-виписок документів (пізніше цей обов'язок виконували метриканти). Також, центральні регенти редагували й підносили на підпис великокнязівські, канцлерські та підканцлерські документи, виконували обов'язки нотаріусів. У випадку смерті канцлера, його обов'язки тимчасово виконував регент великої канцелярії, підканцлера — регент малої канцелярії. Від 1776 року регент великої канцелярії брав участь у засіданнях Задвірного асесорського суду.
Окрім центральних регентів, подібні посади існували також у земських і гродських судах, магістратах, консисторіях та інших державних закладах, де вони займалися складанням документів і відповідали за їхнє збереження.

## Список регентів канцелярії великої литовської
- Владислав Кердей[pl] (1639)

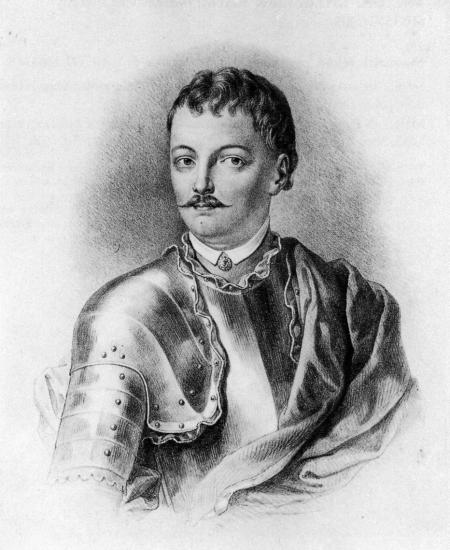
Ян Казимир Умястовський

- Францішек Долмат-Ісаковський (до 1650)
- Ян Казимир Умястовський[pl] (1548—1654)
- Казимир Войшнар (1646—1677)
- Ян Пакживницький (до 1705)
- Ян Август Гильзен[pl] (1738—1744)
- Овсяний (1760)
- Юзеф Селіцький[be] (1763—1786)

## Список регентів канцелярії малої литовської
- Ян Кароль Білозор (? — 1631)
- Андрій Казимир Осовський]] (1658—1676)
- Каетан Коженьовський (1717)
- Росовський (1738)

## Список регентів канцелярії скарбової литовської або актів скарбу
- Юзеф Войцех Бистрий (1750)
- Павло Булгарин (1793)

## Список регентів канцелярії військової литовської
- Вольський (1763)